# Padeș, Gorj
Padeș este un sat în comuna cu același nume din județul Gorj, Oltenia, România.
Din această localitate a început Revoluția din 1821 condusă de Tudor Vladimirescu în anul 1821 care a avut ca efect înlăturarea domniilor fanariote.
Pe câmpia din satul Padeș a fost citită Proclamația de la Padeș, în acel loc fiind înălțată o troiță și ulterior un monument care comemorează sacrificiul pandurilor olteni.
 Acest articol despre o localitate din județul Gorj este deocamdată un ciot. Puteți ajuta Wikipedia prin completarea lui.